# Santuario de los Mártires de Cristo Rey
Santuario de los Mártires de Cristo Rey es monumento y recinto religioso para la oración, reflexión y encuentro comunitario, erigido para preservar la memoria y honor de los mártires mexicanos que entregaron su vida por la fe, durante el conflicto armado “Guerra Cristera”, en el centro geográfico del país, ocurrido de 1926 a 1929, como respuesta a las políticas antirreligiosas del gobierno mexicano y que en 2005 varios de los mártires fueron declarados santos y beatos por los papas San Juan Pablo II, Benedicto XVI y Francisco en diferentes fechas, cuyo testimonio, continúa inspirando a los creyentes.
El Santuario de los Mártires de Cristo Rey es motivo de atracción de numerosos peregrinos y visitantes, nacionales y extranjeros, el cual se encuentra en el Cerro del Tesoro ubicado en la Zona Metropolitana de Guadalajara, en el municipio de Tlaquepaque, Jalisco, México.

## El Edificio del Santuario
Se encuentra en un terreno de 16.5 hectáreas. Su construcción fue diseñada por el arquitecto José Manuel Gómez Vázquez en 2007 para albergar en el interior hasta 12,000 personas sentadas, -la Basílica de Guadalupe puede albergar 8,500 personas- abarcando casi un área techada de 7,800 M2, en un área equivalente a la distancia de portería a portería de un estadio de Futbol, sin columnas garantizando una visibilidad ininterrumpida, con 4 cúpulas conectadas entre sí, 3 de ellas en forma libre, con arcos espaciales interiores inclinados, construidas con más de 50,000 barras metálicas de distinta longitud, y celosías, y sistema térmico, acústico para minimizar el eco y permitir un sonido nítido en todos los rincones del recinto, muros de concreto de 120 cm de espesor y 15 m de altura, con luz libre en el interior de 105 metros. El Santuario tendrá una altura máxima de 70 metros en la cruz en la cúpula posterior, la cúpula intermedia medirá 48 metros y la de ingreso, 42. equivalente a un edificio de 20 pisos, basado sobre 2,500 columnas como cimiento. En el exterior se pueden recibir hasta 60,000 almas.
El santuario contendrá a su vez dos relicarios, con reliquias de algunos de los mártires, un espacio para unos 10,000 nichos para urnas de fieles, y será espacio para trabajo comunitario, hospedaje, comedor y servicio médico (atención y formación). El santuario es un testimonio de la fe y resistencia de los cristeros que sirve no sólo como lugar de oración y reflexión, sino también como un espacio educativo donde los visitantes pueden aprender sobre esta época crucial de la historia de México, mismo que se ha venido convirtiendo en un nuevo ícono para Guadalajara, por ser el santuario religioso de mayor dimensiones en América Latina,  sumándose a ya aún más concurridos  y tradicionales templos como son la Catedral de Guadalajara, Basílica de Zapopan, Santuario de Nuestra Señora de San Juan de Los Lagos y la basílica de Nuestra Señora del Rosario de Talpa.
Un elemento distintivo es el vitral que es la mitad de una elipse vertical, que en su diseño solo cuenta figuras geométricas tratando de representar una oración visual; de 53 metros de altura por 47.7 metros de anchura, que inicia con tonos oscuros y va ascendiendo constantemente en tonos más claros, evocando una elevación espiritual con una variedad de 40 colores diseñado por el arquitecto dominico jalisciense, fray Gabriel Chávez de la Mora, apodado “El Arquitecto de Dios” por sus múltiples díselos de edificios religiosos. Es el vitral continuo más grande del mundo.
El santuario no ha sido concluido, aunque siguen avanzando, por lo que actualmente sólo cuenta con 2000 asientos, aunque puede recibir a 8,000 fieles a la vez, en las misas que ahí se celebran. En 2025 estuvo programada la colocación piso de granito color rojo en el presbiterio, como símbolo de la sangre derramada por los mártires y 10 vitrales de colores para cerrar las ventanas del espacio para la asamblea principal.

## Los Mártires Cristeros
La Iglesia católica, reconoció a 40 personas como mártires por practicar su fe, 14 fueron beatificados de los cuales 5 son sacerdotes y 9 laicos y 26 ya fueron canonizados, sumándose a los Beatos de México de los cuales 27 fueron sacerdotes como Toribio Romo, Sabás Reyes Salazar y 13 laicos. Nueve de ellos eran militantes de la organización Caballeros de Colóncomo Luis Magaña Servín y Leonardo Pérez Larios y el maestro Anacleto González Flores. La fiesta se celebra el 21 de mayo. 

### Beatificados
Así los 5 Sacerdotes beatificados son: Ángel Darío Acosta Zurita, Andrés Solá y Molist, claretiano, José Trinidad Rangel, Elías del Socorro Nieves, agustino, Miguel Agustín Pro, jesuita. 12 beatificados por Benedicto XVI el 20 de noviembre del 2005, beatificado el 25 de septiembre de 1988 por el Papa Juan Pablo II, beatificado el 12 de octubre de 1997 por el Papa Juan Pablo II, José Sánchez del Río por el Papa Francisco en 2016.
Los 9 laicos beatificados Anacleto González Flores, maestro, Ramón Vicente Vargas González, Jorge Ramón Vargas González, José Dionisio Luis Padilla Gómez, Ezequiel Huerta Gutiérrez, José Salvador Huerta, Leonardo Pérez Larios, Luis Magaña Servín, Miguel Gómez Loza. 

### Canonizados
Los mártires cristeros, 25 fueron canonizados por Juan Pablo II el 21 de mayo del año 2000. Los 22 sacerdotes canonizados son: Agustín Caloca Cortés, de Teúl, Zac. Fusilado en Colotlán; Atilano Cruz Alvarado, de Teocaltiche, acribillado en las Cruces, junto con el párroco Justino Orona y José Ma. Orona; Bernabé de Jesús Méndez Montoya, Cristóbal Magallanes Jara, de Totatiche, fundador de seminario y colegios, fusilado en Colotlán; David Galván Bermúdez, de Guadalajara, negó nupcias a militar porque ya estaba casado, martirizado en Guadalajara; David Uribe Velasco, Jenaro Sánchez Delgadillo, de Zapopan, ahorcado en Tecolotlán; José Isabel Flores Varela,  de Teúl, degollado en Zapotlanejo; José María Robles, de Mascota, ahorcado en Quila; Julio Álvarez Mendoza, de Guadalajara, fusilado en San Julián; Justino Orona Madrigal, de Atoyac, acribillado en Las Cruces; Luis Bátis Sáinz, Margarito Flores García, Mateo Correa Magallanes, Miguel de la Mora, Pedro de Jesús Maldonado, Pedro Esqueda Ramírez, de San Juan de los Lagos, ejecutado en Teocaltitlán; Rodrigo Aguilar Alemán, de Sayula, ahorcado en Ejutla; Román Adame Rosales, de Teocaltiche, fusilado junto con un soldado que se negó a dispararle en Yahualica; Sabás Reyes Salazar, de Cocula, fusilado en Tototlán: Toribio Romo González, de Santa Ana de Guadalupe, acribillado en Tequila; Tranquilino Ubiarco, de Zapotlán el grande, ahorcado en Tepatitlán. 
Los 4 laicos canonizados son: David Roldán Lara, José Salvador Lara Puente, José Sánchez del Río, Manuel Morales Cervantes.

## La Guerra Cristera
La guerra cristera surgió como resultado de presión del gobierno mexicano contra la Iglesia Católica quienes intentaron inhibir y reducir la influencia de la Iglesia en los asuntos del pueblo mexicano. Las regulaciones afectaron la propiedad eclesiástica, el número de sacerdotes en el país y la educación religiosa.
En 1926, bajo el gobierno de Plutarco Elías Calles, se promulgó la “Ley Calles”, que aumentó aún más las restricciones contra la Iglesia Católica, por lo que muchos católicos sintieron que estaban amenazados sus derechos y libertad religiosa.
La resistencia armada comenzó como respuesta a estas políticas; y los rebeldes tomaron las armas contra el gobierno adoptando como grito de guerra, “¡Viva Cristo Rey!”; de ahí el nombre de “cristeros”.
Durante el conflicto, muchos sacerdotes, laicos y simpatizantes católicos fueron perseguidos, martirizado y fusilados, debido a su fe y a su resistencia, contra las políticas anticlericales del gobierno. Los efectos de la Guerra Cristera han sido diversos elementos que evocan recuerdos, que persisten en la memoria colectiva de los mexicanos.